# David Gove
David Thomas Gove (* 4. Mai 1978 in Centerville, Massachusetts; † 5. April 2017 in Pittsburgh, Pennsylvania) war ein US-amerikanischer Eishockeyspieler und -trainer, der während seiner aktiven Karriere zwischen 1997 und 2009 unter anderem zwei Spiele für die Carolina Hurricanes in der National Hockey League auf der Position des linken Flügelstürmers bestritten hat. Hauptsächlich war er jedoch in der American Hockey League aktiv, wo er fast 500 Begegnungen absolvierte. In der Saison 2015/16 füllte Gove kurzzeitig den Posten des Cheftrainers der Wheeling Nailers aus der ECHL aus.

## Karriere
Gove verbrachte seine Juniorenzeit zwischen 1997 und 2001 an der Western Michigan University. Dort spielte er neben seinem Studium parallel für das Universitätsteam in der Central Collegiate Hockey Association, einer Division der National Collegiate Athletic Association. Während dieser Zeit wurde er zweimal ins Second All-Star Team der Division gewählt.
Da der Stürmer im NHL Entry Draft unberücksichtigt geblieben war, wechselte er nach Beendigung seiner College-Karriere im Frühjahr 2001 zunächst bis zum Saisonende zu den Orlando Solar Bears in die International Hockey League. Mit dem Team gewann er schließlich den Turner Cup. Anschließend war Gove für zahlreiche Mannschaften in der American Hockey League, East Coast Hockey League und Central Hockey League aktiv. Auf AHL-Niveau spielte er bis zum Sommer 2005 für die Grand Rapids Griffins, San Antonio Rampage, Utah Grizzlies und Providence Bruins, ehe er Anfang August 2005 von den Carolina Hurricanes aus der National Hockey League verpflichtet wurde. Dort stand der Angreifer im Verlauf der Saison 2005/06 im Kader des Farmteams Lowell Lock Monsters in der AHL, feierte aber im Saisonverlauf sein NHL-Debüt für die Hurricanes, bei denen er einmal zum Einsatz kam. Auf deren Weg zum Stanley-Cup-Gewinn in dieser Spielzeit stand Gove im Verlauf der Play-offs im Trainingskader Carolinas, kam aber nicht zu weiteren Einsätzen. In der folgenden Spielzeit bestritt er eine weitere Partie für den amtierenden Stanley-Cup-Sieger, verbrachte das Spieljahr aber ansonsten ausnahmslos beim neuen AHL-Farmteam Albany River Rats.
Nachdem Gove dort bis Ende Januar 2008 gespielt hatte, wurde er im Tausch für Joe Jensen zu den Pittsburgh Penguins transferiert und an das Farmteam Wilkes-Barre/Scranton Penguins abgegeben. Dort beendete er die Saison 2007/08 und wurde zur Spielzeit 2008/09 zu deren Mannschaftskapitän ernannt. Letztlich lief er in der Saison aber nur in 20 Spielen für die Wilkes-Barre/Scranton Penguins auf und beendete nach der Saison im Alter von 31 Jahren seine aktive Karriere.
Nach einer mehrjährigen Pause wurde Gove vor der Saison 2015/16 als Assistenztrainer von den Wheeling Nailers aus der ECHL verpflichtet. Dort arbeitete er unter der Regie von Cheftrainer Clark Donatelli. Nachdem Donatelli Mitte Dezember 2015 zum Cheftrainer der Wilkes-Barre/Scranton Penguins befördert wurde, erhielt Gove auf Interimsbasis den Cheftrainerposten der Nailers. Einen Monat später stieg er schließlich zum Cheftrainer auf und füllte diesen Posten bis in die Playoffs hinein aus, bevor er das Team aus ungenannten Gründen verließ. Im Juli 2016 wurde er durch Jeff Christian ersetzt.
Am 5. April 2017 wurde Gove leblos in einer Reha-Klinik in Pittsburgh aufgefunden. Um die Leiche wurden zahlreiche Päckchen mit Heroin entdeckt. Gove wurde 38 Jahre alt.

## Erfolge und Auszeichnungen
- 2000 CCHA Second All-Star Team
- 2001 CCHA Second All-Star Team
- 2001 Turner-Cup-Gewinn mit den Orlando Solar Bears
- 2002 Teilnahme am ECHL All-Star Game

## Karrierestatistik
(Legende zur Spielerstatistik: Sp oder GP = absolvierte Spiele; T oder G = erzielte Tore; V oder A = erzielte Assists; Pkt oder Pts = erzielte Scorerpunkte; SM oder PIM = erhaltene Strafminuten; +/− = Plus/Minus-Bilanz; PP = erzielte Überzahltore; SH = erzielte Unterzahltore; GW = erzielte Siegtore; 1 Play-downs/Relegation; Kursiv: Statistik nicht vollständig)